# Надбузька сільська рада
Надбу́зька сільська́ ра́да — адміністративно-територіальна одиниця та орган місцевого самоврядування в Миколаївському районі Миколаївської області. Адміністративний центр — селище Надбузьке.

## Загальні відомості
Надбузька сільська рада утворена 21 жовтня 1985 року.
- Населення ради: 1 871 особа (станом на 2001 рік)

## Населені пункти
Сільській раді підпорядковані населені пункти:
- с-ще Надбузьке
- с. Сливине

## Склад ради
Рада складається з 18 депутатів та голови.
- Голова ради: Шиш Василь Іванович
- Секретар ради: Шаповалова Олена Миколаївна

### Керівний склад попередніх скликань
| Прізвище, ім'я, по батькові | Основні відомості                                                                                  | Дата обрання | Дата звільнення |
| --------------------------- | -------------------------------------------------------------------------------------------------- | ------------ | --------------- |
| Шиш Василій Іванович        | Сільський голова, 1959 року народження, член Всеукраїнського об'єднання «Батьківщина»              | 26.03.2006   | 03.11.2009      |
| Шиш Василь Іванович         | Сільський голова, 1959 року народження, освіта вища, член Всеукраїнського об'єднання «Батьківщина» | 31.10.2010   |                 |

Примітка: таблиця складена за даними сайту Верховної Ради України

### Депутати
За результатами місцевих виборів 2010 року депутатами ради стали:

#### За суб'єктами висування
| Суб'єкт висування      | Кількість обраних депутатів | %    |
| ---------------------- | --------------------------- | ---- |
| Самовисування          | 11                          | 61,1 |
| Партія регіонів        | 6                           | 33,3 |
| Партія «Народна влада» | 1                           | 5,6  |

#### За округами
| № округу               | Прізвище, ім'я, по батькові    | Дата визнання обраним | Освіта             | Партійна приналежність | Відомості про обраного депутата                                                                        |
| ---------------------- | ------------------------------ | --------------------- | ------------------ | ---------------------- | --- |
| Партія «Народна влада» |                                |                       |                    |                        | |
| 15                     | Бондар Тетяна Вікторівна       | 02.11.2010            | вища               | позапартійна           | Надбузька сільська рада, бухгалтер                                                                     |
| Партія регіонів        |                                |                       |                    |                        | |
| 4                      | Трофимова Ірина Олександрівна  | 02.11.2010            | вища               | позапартійна           | ТОВ «Південьнафтозбут», головний бухгалтер                                                             |
| 11                     | Шаповалова Олена Миколаївна    | 02.11.2010            | вища               | позапартійна           | Надбузька сільська рада, секретар Надбузької сільської ради                                            |
| 13                     | Іванчук Сергій Іванович        | 11.11.2010            | середня спеціальна | позапартійний          | «Ай-Си-Эл» Украина, машиніст екскаватора                                                               |
| 14                     | Катрушенко Анатолій Петрович   | 11.11.2010            | вища               | позапартійний          | Надбузький професійний аграрний ліцей, викладач                                                        |
| 17                     | Дідик Наталя Іванівна          | 02.11.2010            | середня спеціальна | позапартійна           | Миколаївський обласний протитуберкульозний диспансер, медична сестра, анестезист                       |
| 18                     | Войціх Людмила Леонідівна      | 11.11.2010            | вища               | позапартійна           | Надбузький професійний аграрний ліцей (відпустка по догляду за дитиною), майстер виробни-чого навчання |
| Самовисування          |                                |                       |                    |                        | |
| 1                      | Здорик Василь Григорович       | 02.11.2010            | середня            | позапартійний          | тимчасово не працює                                                                                    |
| 2                      | Остапчук Ольга Валеріївна      | 02.11.2010            | вища               | позапартійна           | Надбузький професійний аграрний ліцей, майстер виробни-чого навчання                                   |
| 3                      | Нікітіна Альона Олександрівна  | 02.11.2010            | вища               | позапартійна           | Надбузький професійний аграрний ліцей, майстер виробни-чого навчання                                   |
| 5                      | Вінійчук Олександр Іванович    | 02.11.2010            | вища               | позапартійний          | ДП «Санта Петрівка»                                                                                    |
| 6                      | Гладкова Катерина Вікторівна   | 31.03.2013            | вища               | позапартійна           | Миколаївський РВ УМВС України в Миколаївській області, інспектор кримінальної міліції                  |
| 7                      | Тарасенко Людмила Миколаївна   | 02.11.2010            | середня спеціальна | позапартійна           | Миколаївський обласний протитуберкульозний диспансер, сестра господарка                                |
| 8                      | Человенко Сергій Володимирович | 02.11.2010            | середня            | позапартійний          | Миколаївводоконал, оператор                                                                            |
| 9                      | Ільїна Ганна Дмитрівна         | 02.11.2010            | середня            | позапартійна           | тимчасово не працює                                                                                    |
| 10                     | Валько Василь Федорович        | 02.11.2010            | середня спеціальна | позапартійний          | Миколаївтепло комуненерго, оператор котельні                                                           |
| 12                     | Коротян Олександр Іванович     | 31.03.2013            | вища               | член Партії регіонів   | компанія ВІК-БРОКЕР, директор                                                                          |
| 16                     | Акопян Дюрас Вартазарович      | 02.11.2010            | середня спеціальна | позапартійний          | Надбузький професійний аграрний ліцей, старший викладач                                                |